# Gaveltjärnen
Gaveltjärnen är en sjö i Härjedalens kommun i Härjedalen och ingår i Ljusnans huvudavrinningsområde. Sjön har en area på 0,304 kvadratkilometer och ligger 666 meter över havet.

## Delavrinningsområde
Gaveltjärnen ingår i det delavrinningsområde (692199-135298) som SMHI kallar för Utloppet av Gaveltjärnen. Medelhöjden är 674 meter över havet och ytan är 1,78 kvadratkilometer. Det finns inga avrinningsområden uppströms utan avrinningsområdet är högsta punkten. Vattendraget som avvattnar avrinningsområdet har biflödesordning 2, vilket innebär att vattnet flödar genom totalt 2 vattendrag innan det når havet efter 366 kilometer. Avrinningsområdet består mestadels av skog (83 procent). Avrinningsområdet har 0,3 kvadratkilometer vattenytor vilket ger det en sjöprocent på 16,7 procent.